# Pedra de Palerm

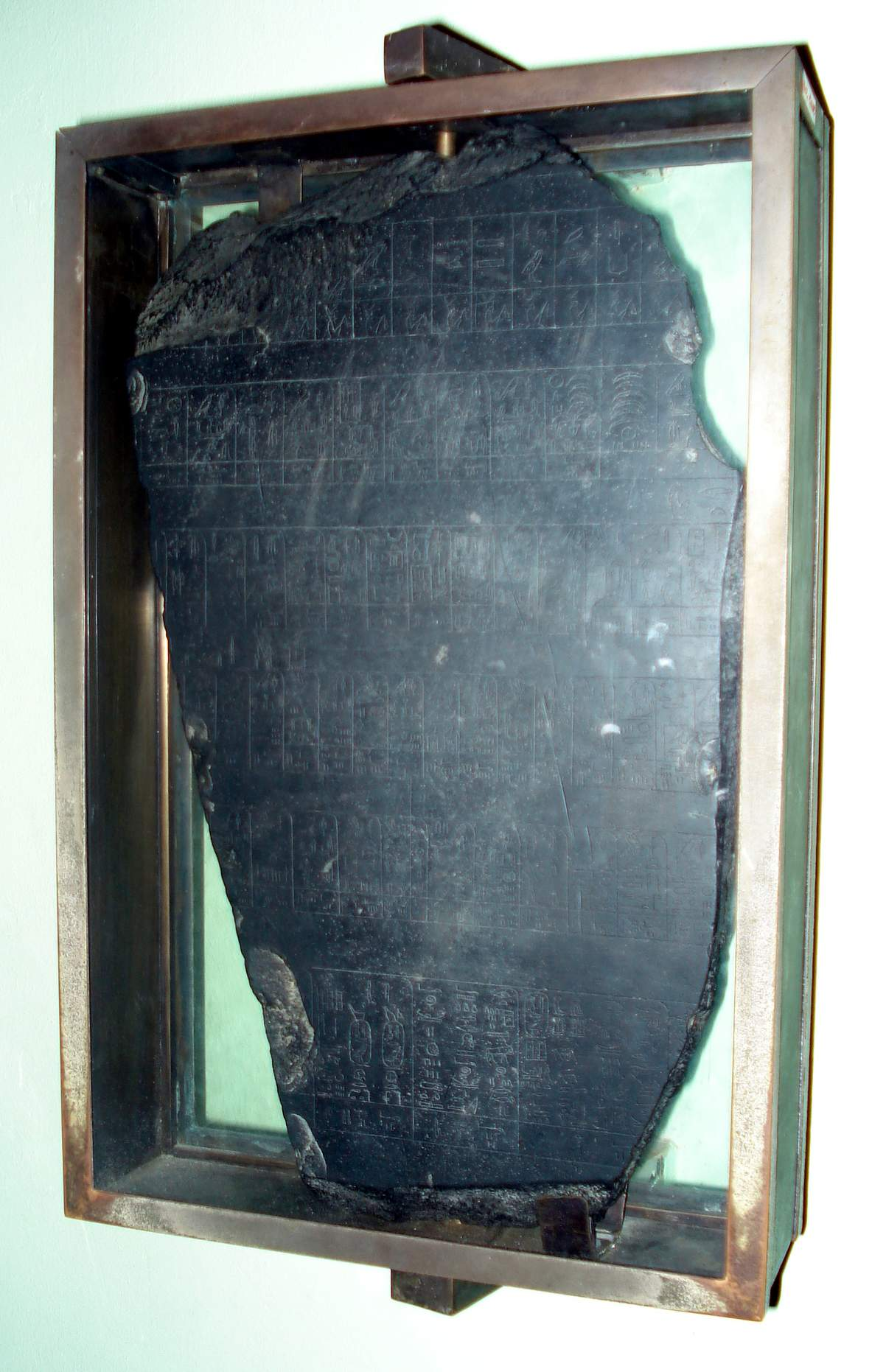
Pedra de Palerm

La pedra de Palerm és un pedra gravada amb fets i noms de reis de l'antic Egipte que es conserva a Palerm (Sicília, Itàlia) i és d'origen desconegut (el primer fragment es va trobar en els fons del museu, després en van aparèixer d'altres, i un parell foren comprats en mercats d'antiquaris).
És una llosa de basalt d'uns 45 x 30 cm, part d'un bloc més gran del qual n'existeixen set fragments dispersos, el més gran dels quals està al Museu arqueològic de Palerm  i d'altres en museus d'Anglaterra i Egipte. Els jeroglífics són per ambdós costats i inclouen una llista de reis amb dades sobre cada regnat fins a la cinquena dinastia. Conté dades sobre sobirans anteriors a Narmer.

## Descoberta i estudi de la pedra

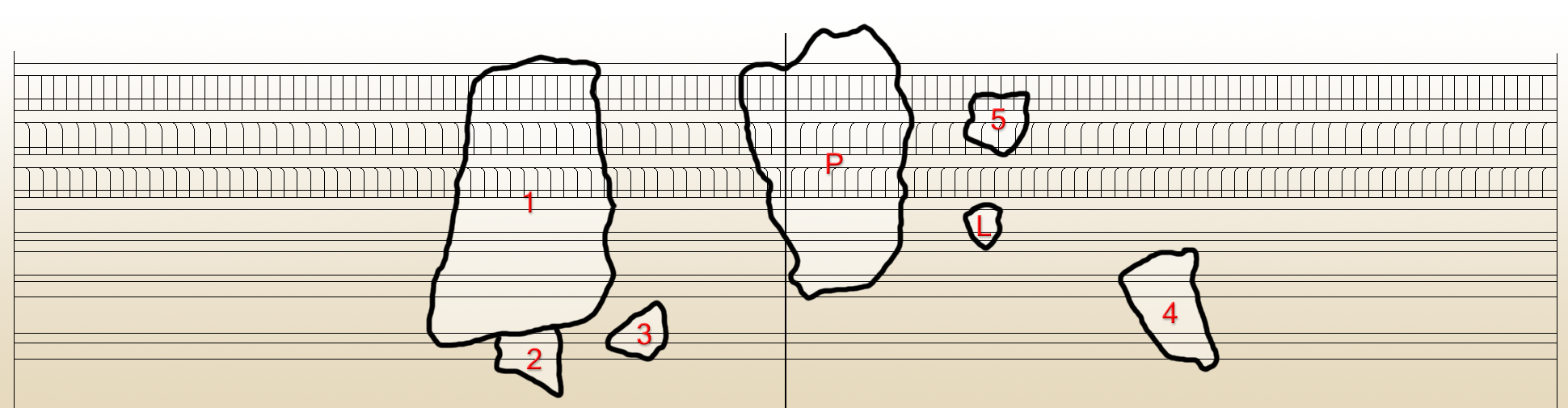
Els annals reials d'Egipte, mostra una suggeriment de la reconstrucció dels set fragments supervivents. P és la pedra de Palerm, els fragments 1-5 són els fragments del Caire, i L és el fragment de Londres

La pedra va ser desxifrada el 1895 per un científic francès, quan en visitar el museu de Palerm va reconèixer la seva importància. La primera publicació sobre la pedra de Palerm es va fer el 1902 per Johan Heinrich Schäfer.
Al voltant del 1903, es van descobrir tres nous fragments: un fragment que va ser utilitzat com a topall d'una porta i que, a causa d'això es va esborrar la major part del text; un segon fragment, que va ser adquirit en el mercat negre d'antiguitats a Egipte; i un tercer fragment trobat en unes excavacions arqueològiques a Memfis.
El 1914, William Matthew Flinders Petrie va adquirir en el mercat d'antiguitats un altre fragment que estava ben conservat en les dues cares i el va lliurar al Museu Petrie de l'Escola Universitària de Londres, on es pot veure actualment.
El 1963, un fragment addicional va ser adquirit en el mercat d'antiguitats i es conserva al Museu del Caire.
La pedra es divideix en dos registres. El registre més alt és dels noms dels faraons, mentre que el segon registre són d'anys específics atribuïts a esdeveniments i a l'altura de la inundació anual del riu Nil.
S'han realitzat més de tretze estudis importants de la pedra de Palerm i sembla que aquesta pedra és més un document polític que no pas històric.

## Significat

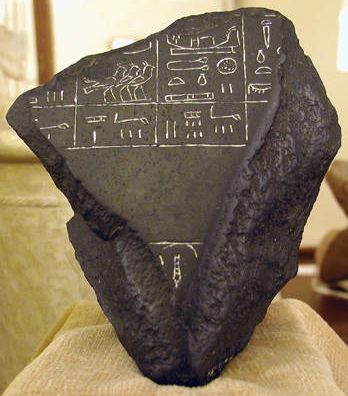
Fragment conservat al Petrie Museum of Egyptian Archaeology, Londres

Amb tota probabilitat, aquesta pedra hauria estat col·locada en un santuari, probablement a Memfis. Pel fet que està gravada en ambdós costats queda descartat que fos la decoració d'una paret i es creu més apropiat que estigués erigida en el temple principal de la capital i que s'usés per a enregistrar la història dels regnats dels faraons. Aquest document polític és com les llistes de reis que s'establiran més endavant en altres santuaris menors d'Egipte, com el de Seti I (Setos I) a Abidos, o el de Tutmosis III a Karnak.
La peculiaritat de la pedra de Palerm i dels fragments del que sens dubte en van ser part, i que es troben en diversos museus del món, es troba en el còmput dels fets importants dels regnats que figuren en forma de taula o de registres d'alguna informació sobre cada sobirà. Encara que està incompleta, aquest document únic en el seu gènere permet als historiadors i als egiptòlegs confirmar certes hipòtesis i facilita l'establiment de les dinasties de l'Imperi antic. Aquestes informacions s'estableixen fins al regnat de Nefererkare (Nefèrqueres), però l'estat fragmentari de l'estela ens permet datar el regnat de Niuserre (Ratures) o un dels seus successors.
Igual que altres documents, la informació continguda en aquesta estela és relativa. Alguns regnats no van ser inclosos, probablement considerats il·legítims, cosa que significa que la història oficial que estava representada en els principals santuaris del país podria ser lleugerament diferent a la realitat.
De tota manera, el document és famós i valuós perquè confirma el testimoni d'autors clàssics com Heròdot o Diodor de Sicília. La història de la reialesa egípcia que es conservava en els temples des del començament de la seva història, inclosa la llegendària o mítica, també apareix en la pedra de Palerm i, per tant, els seus sacerdots podien consultar-ne els arxius. L'historiador Manetó va tenir accés a aquests arxius quan el seu sobirà Ptolemeu I Soter li va ordenar que escrivís la història del país coneguda amb el títol d'Aegyptiaca.